# Goupil & Cie
Goupil & Cie — международный аукционный дом и продавец современного искусства и предметов коллекционирования. 
Жан-Батист Адольф Гупиль основал компанию Goupil & Cie в 1850 году. Она стала ведущим арт-дилером во Франции XIX века со штаб-квартирой в Париже. Шаг за шагом Гупиль наладил всемирную торговлю репродукциями картин и скульптур в изобразительном искусстве с сетью филиалов и агентов в Лондоне и других крупных столицах искусства по всей континентальной Европе, а также в Нью-Йорке и Австралии. Les Ateliers Photographiques, чья мастерская находилась к северу от Парижа, в Аньере, сыграла важную роль в расширении компании с 1869 года. 
Ведущей фигурой Goupil & Cie был Жан-Батист Адольф Гупиль (1806—1893). Его дочь Мари вышла замуж за французского художника Жана-Леона Жерома.